# Interstate 496
Pour les articles homonymes, voir Route 496.
L'Interstate 496 (I-496) est une autoroute auxiliaire de l'I-96 qui passe par le centre-ville de Lansing dans le Michigan. L'I-496 relie l'I-96 au centre-ville. Elle est nommée la R.E. Olds Freeway d'après Ransom E. Olds, le fondateur d'Oldsmobile.
L'I-496 suit une trajectoire d'ouest en est depuis l'I-96 / I-69 jusqu'au centre-ville, puis, du nord au sud en multiplex avec la US 127 jusqu'à son terminus est à la jonction avec l'I-96.

## Description du tracé
L'I-496 débute à un échangeur avec l'I-96 / I-69 à Delta Township. L'autoroute se dirige vers l'est dans les secteurs suburbains, près de quartiers résidentiels. Continuant vers l'est, l'I-496 traverse dans le comté d'Ingham et longe la Rivière Grande. L'autoroute atteint le sud du centre-ville de Lansing et longe une usine de GM.
L'autoroute traverse la Rivière Grande, puis un secteur résidentiel. Elle atteint l'échangeur avec la US 127, où les deux routes forment un multiplex et où l'I-496 bifurque vers le sud. L'autoroute borde l'Université d'État du Michigan et atteint son terminus est à la jonction avec l'I-96. La US 127 se continue au-delà du terminus, vers le sud.

## Liste des sorties
| Interstate 496                            |                               |       |       |        |                                                                                  | |
| Comté                                     | Municipalité                  | mi    | km    | Sortie | Intersections / Destinations                                                     | Notes                                                                                              |
| Eaton                                     | Delta Township                | 0,00  | 0,00  | —      | I-96 / I-69 – Grand Rapids, Flint, Détroit, Fort Wayne                           | Sortie 95 de l'I-96 / I-69                                                                         |
| Eaton                                     | Delta Township                | 1,64  | 2,63  | 1      | Creyts Road                                                                      | Indiqué sortie 1A (sud) et 1B (nord) en direction ouest                                            |
| Limite Eaton–Ingham                       | Limite Delta Township–Lansing | 3,56  | 5,73  | 3      | Waverly Road                                                                     | |
| Ingham                                    | Lansing                       | 4,55  | 7,31  | 4      | Lansing Road                                                                     | Sortie direction ouest, entrée direction est                                                       |
| Ingham                                    | Lansing                       | 5,31  | 8,54  | 5      | M-99 (en) sud (M. L. King Jr Boulevard) Capitol Loop est (M L King Jr Boulevard) | |
| Ingham                                    | Lansing                       | 5,80  | 9,34  | 6      | Pine Street, Walnut Street – Centre-ville de Lansing                             | |
| Ingham                                    | Lansing                       | 6,27  | 10,10 | 7A     | Grand Avenue – Centre-ville de Lansing                                           | Sortie direction ouest, entrée direction est                                                       |
| Ingham                                    | Lansing                       | 6,57  | 10,57 | 7      | I-96 BL / Capitol Loop ouest (Pennsylvania Avenue, Cedar Street, Larch Street)   | |
| Ingham                                    | Lansing                       | 8,58  | 13,80 | 8      | US 127 nord – Flint, East Lansing                                                | Terminus ouest du multiplex avec US 127                                                            |
| Ingham                                    | East Lansing                  | 8,75  | 14,08 | 9      | Trowbridge Road                                                                  | |
| Ingham                                    | Lansing                       | 10,91 | 17,56 | 11     | Dunckel Road, Jolly Road                                                         | |
| Ingham                                    | Delhi Township                | 11,91 | 19,16 | —      | I-96 – Détroit, Grand Rapids US 127 sud – Jackson                                | Terminus est du multiplex avec US 127; sortie 106 de l'I-96; la route continue au sud comme US 127 |
| - Terminus de multiplex - Accès incomplet |                               |       |       |        |                                                                                  | |